# Camel (альбом)
Camel (с англ. — «Верблюд») — дебютный студийный альбом британской прог-рок-группы Camel, вышедший в феврале 1973 года.

## Об альбоме
Диск состоит из семи не связанных между собой песен, в которых пока делаются лишь первые небольшие шаги к характерному звучанию и стилю группы. Наиболее известными его песнями стали «Mystic Queen» (Барденс) и «Never Let Go» (Латимер).

## Список композиций
1. Slow Yourself Down — 4:47 (Latimer, Ward)
2. Mystic Queen — 5:40 (Bardens)
3. Six Ate — 6:06 (Latimer)
4. Separation — 3:57 (Latimer)
5. Never Let Go — 6:26 (Latimer)
6. Curiosity — 5:53 (Bardens)
7. Arubaluba — 6:28 (Bardens)

### Бонус-треки на ремастированном диске 2002 года
1. Never Let Go (Single Version) 3:36
2. Homage To The God Of Light (Recorder Live at Marquee Club) 19:01

## Участники записи
- Эндрю Латимер (англ. Andrew Latimer) — гитара, вокал (песни Slow Yourself Down и Separation)
- Питер Барденс (англ. Peter Bardens) — орган, меллотрон, пианино, синтезатор VCS3, вокал (песня Never Let Go)
- Дуг Фергюсон (англ. Doug Ferguson) — бас-гитара, вокал (песни Mystic Queen, Curiosity)
- Энди Уорд (англ. Andy Ward) — ударные, перкуссия